# Théophile Bongoro Bebzouné
Théophile Bongoro Bebzouné, né le 7 février 1966 à Léré, est un homme politique tchadien.

## Biographie
Théophile Bongoro Bebzouné est né le 7 février 1966 à Léré.
Il est professeur d’histoire-géographie et de civisme dans une école à N'Djaména. Il obtient en 1992 une licence de droit, et devient ainsi notaire en 2001. Il préside notamment l’Ordre des notaires du Tchad (ONT) de 2011 à 2017. En 2007, il obtient une maîtrise en droit privé.
Au début des années 2000, Bebzouné Bongoro milite au sein du parti Union nationale pour la démocratie et le renouveau (UNDR) de Saleh Kebzabo, figure emblématique de l’opposition. Il se lance véritablement en politique en 2018 en créant son parti, le Parti pour le rassemblement et l'équité au Tchad (PRET). En février 2021, il participe à la primaire de l'opposition pour désigner un candidat unique à l’élection présidentielle de 2021. Théophile Bongoro Bebzouné, pourtant peu connu, l'emporte sur Kebzabo. Cette victoire est une surprise et Bebzouné Bongoro est décrit comme un soutien du chef de la junte. Bebzouné Bongoro est investi candidat du groupe “Alliance Victoire” qui regroupe une quinzaine partis de l’opposition,. Il choisit finalement de se retirer du scrutin, mais obtient tout de même la troisième place.
Il occupe le poste de vice-président de la Commission politique générale, Droits fondamentaux et libertés du Conseil national de transition depuis 2021, à la suite de la mort du président Idriss Déby.
Théophile Bongoro Bebzouné est candidat du PRET à l'élection présidentielle de 2024,. Il termine en 5e position avec 0,76 % des voix.
Le 4 mars 2025, sur le quota d'un tiers du nombre des sénateurs que lui confère la constitution, le Président de la République nomme Théophile Bongoro Bebzouné ainsi que 22 autres sénateurs.